# Ethnologue
Ethnologue: Languages of the World este o publicație web care conține statistici pentru 7 106 limbi și dialecte (în ediția a XVII-a, din anul 2013). Până la ediția a XVI-a din 2009, publicația era tipărită. Ethnologue oferă informații referitoare la numărul de vorbitori, locația, dialectele, afilierea lingvistică și disponibilitatea Bibliei în limba respectivă. 